# Michał Bojanowski
Michał Ignacy Bojanowski (ur. 23 lutego 1865 we Włókach, zm. 9 stycznia 1932 w Klicach) – polski polityk, działacz ZLN.

## Życiorys
Urodził się 23 lutego 1865 roku w Włókach powiat Płock jako syn Paulina i Julii z domu Świętochowskiej. Gimnazjum filologiczne ukończył w Płocku (matura 1884), Instytut Gospodarstwa Wiejskiego i Leśnictwa w Puławach. Za udział w rozruchach studenckich w Puławach został wydalony z uczelni w czasie egzaminów końcowych. Od 1887 roku członek organizacji młodzieży narodowej przy Lidze Polskiej. Po odbyciu dwuletniej praktyki rolniczej założył z kolegami spółkę, która wydzierżawiła majątek Wrogocin w powiecie płockim i założyła tam szkółkę polską, za co wszyscy w 1892 roku skazani zostali na 6 miesięcy więzienia w Petersburgu. Po wyjściu na wolność osiadł w majątku ojca w Klicach (przez pierwszych kilka lat pod nadzorem policji). Od 1893 roku był członkiem Ligi Narodowej. Od 1899 roku członek Towarzystwa Oświaty Narodowej. W 1902 roku założył pierwsze kółko rolnicze – Spółka Handlowa Łączność. W 1905 roku przyczynił się do wprowadzenia języka polskiego do ksiąg gminnych w Ciechanowskiem, za co został ukarany grzywną i zmuszony do opuszczenia kraju. W 1907 roku wybrany do II Dumy Państwowej. W latach 1905–1907 członek Rady Nadzorczej Polskiej Macierzy Szkolnej, po jej reaktywowaniu w 1916 roku inicjator utworzenia 10 szkół początkowych w Płockiem i Ciechanowskiem. Wieloletni pełnomocnik gminy, organizator i przewodniczący wydziału kółek rolniczych w powiecie Ciechanów, Mława, Przasnysz, współtwórca i członek zarządu Kasy Pożyczkowo-Oszczędnościowej oraz Syndykatu Rolniczego w Ciechanowie, przewodniczący Okręgowej Rady Szkolnej. Podczas I wojny światowej członek powiatowego i gubernialnego Komitetu Obywatelskiego, członek Wydziału Samopomocy Ziemian przy Centralnym Towarzystwie Rolnym i lokalnego Komitetu Rady Głównej Opiekuńczej, członek Sejmiku Mławskiego, komisarz wyborczy na okręg ciechanowski w wyborach do Rady Stanu (1918). Członek Rady Naczelnej Ligi Narodowej, po 1928 roku członek władz Stronnictwa Narodowego. Zmarł 9 stycznia 1932 roku w Klicach, powiat Ciechanów. Pochowany w grobie rodzinnym w Lekowie.

## Działalność polityczna
Poseł na Sejm Ustawodawczy (1919–1922) i senator I kadencji (1922–1927). W 1919 roku uzyskał mandat z listy nr 8 (ZLN) w okręgu wyborczym nr 4 (Ciechanów), w 1922 roku uzyskał mandat z listy nr 8 województwo warszawskie.

## Rodzina
W 1892 roku poślubił Jadwigę Teresę z domu Rudowską, z którą miał synów: Jana (1893-1973), Stanisława (1894-1959) – polityka narodowego, Tadeusza (1896-1979), Szymona (1902-1940) i Michała (1904-1975) oraz córki: Jadwigę Świderską, Marię Zawadzką i Zofię Wyszyńską (ur. 1908). Szymon Bojanowski zginął w Katyniu 13-14 kwietnia 1940.